# Comité Militar da União Europeia
O Comité Militar da União Europeia (CMUE) é o órgão da União Europeia (UE) da Política Comum de Segurança e Defesa, que é composto pelos chefes do estado-maior de defesa dos estados-membros da união. Estes chefes do estado-maior estão regularmente representados no CMUE, em Bruxelas, pelos seus representantes militares permanentes, que muitas vezes são generais de duas ou três estrelas.
O CMUE está sob a autoridade do Alto Representante da UE e do Comité Político e de Segurança (CPS), e dirige todas as actividades militares no contexto da UE, nomeadamente o planeamento e a realização de missões e operações militares no âmbito da Política Comum de Segurança e Defesa (PCSD) e o desenvolvimento de capacidades militares, e dá pareceres militares ao Comité Político e de Segurança e apresenta recomendações sobre questões militares.